# Llywelyn den Store
Llywelyn den Store (walisisk: Llywelyn Fawr, fulde navn Llywelyn mab Iorwerth), (ca 1173 - 11. april 1240) var konge af Gwynedd i det nordlige Wales og han endte som hersker af hele Wales. Ved en kombination af krig og diplomati dominerede han Wales i 45 år.
I løbet af Llywelyns barndom blev Gwynedd hersket af hans to onkler, der havde opdelt kongeriget imellem dem, efter Llywelyns farfar, Owain Gwynedd, var død i 1170. Llywelyn havde et stort krav som legitim hersker og begyndte en kampagne for at få magt i en ung alder. Han var enehersker i Gwynedd i 1200, og underskrev en traktat med kong Johan uden Land dette år. Llywelyns relation med Johan forblev godt i de næste 10 år. Han giftede sig med Johns datter Joan i 1205, og da Johan arresterede Gwenwynwyn ap Owain af Powys i 1208, brugte Llywelyn muligheden til at annektere det sydlige Powys. I 1210 blev deres relation dog dårlig, og John invaderede Gwynedd i 1211. Llywelyn blev tvunget til at søge om fred, og han måtte opgive alt land øst for floden Conwy, men han formåede at få områderne igen det følgende år via en alliance med de andre walisiske prinser. Han allierede sig med baronerne der tvang Johan til at underskrive Magna Carta i 1215. I 1216 var han den dominerende magt i Wales, og han holdt råd i Aberdyfi dette år for at fordele land til de andre prinser.
Efter Johans død fik Llywelyn bekræftet Worcestertraktaten med hans efterfølger, Henrik 3., i 1218. I løbet af de næste 15 år var Llywelyn ofte involveret i kampe med Marcher lords og nogle gange med kongen, men han skabte også alliancer med stor magtfaktorer i Marches. Peace of Middle i 1234 markerede slutningen på Llywelyns militære karriere, den indgåede fred på 2 år blev udvidet år for år i resten af hans styre. Han bibeholdt sin position i Wales indtil sin død i 1240, og blev efterfulgt af sin søn Dafydd ap Llywelyn.